# Jack Conger

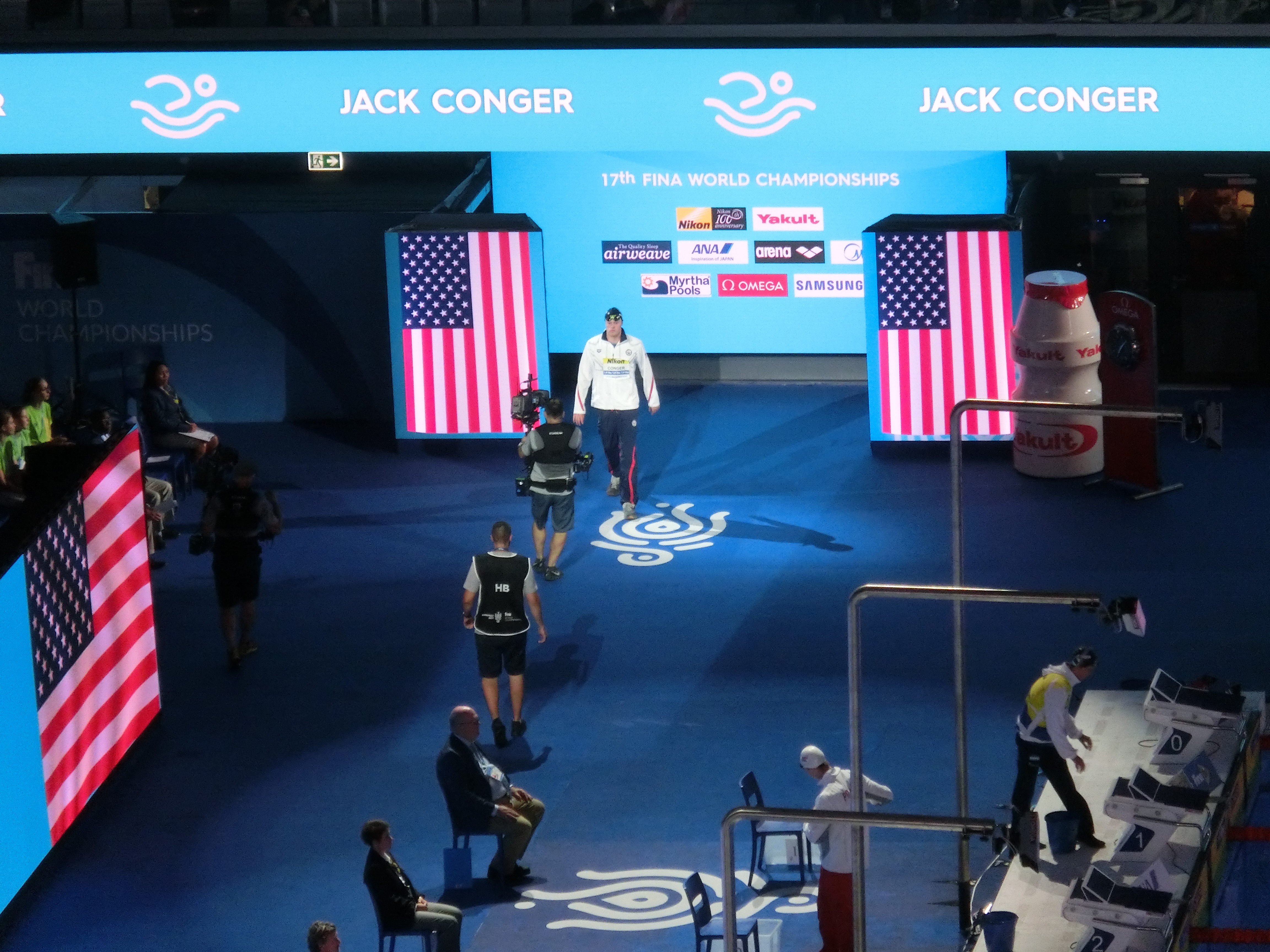
Jack Conger betritt die Schwimmhalle bei den Weltmeisterschaften 2017 in Budapest.

John Pete „Jack“ Conger (* 26. September 1994 in Rockville, Maryland) ist ein ehemaliger Schwimmer aus den Vereinigten Staaten. Er erhielt bei Olympischen Spielen eine Goldmedaille und bei Weltmeisterschaften eine Silbermedaille und zwei Bronzemedaillen auf der 50-Meter-Bahn sowie zwei Goldmedaillen und eine Silbermedaille auf der 25-Meter-Bahn.

## Karriere
Jack Conger besuchte die Our Lady of Good Counsel High School und studierte ab 2013 an der University of Texas at Austin.
Bei den Juniorenweltmeisterschaften 2011 wurde Conger Vierter über 100 Meter Rücken und Achter über 50 Meter Rücken. Bei der Universiade 2013 in Kasan siegte Conger über 200 Meter Rücken und belegte den sechsten Platz über 100 Meter Schmetterling. Nach einem vierten Platz mit der 4-mal-100-Meter-Freistilstaffel gewann er die Bronzemedaille mit der 4-mal-100-Meter-Lagenstaffel. Zwei Jahre später bei der Universiade in Gwangju erkämpfte Jack Conger vier Medaillen. Er siegte mit der 4-mal-100-Meter-Freistilstaffel, wurde Dritter über 100 Meter Rücken, Zweiter über 100 Meter Freistil und schließlich Zweiter mit der 4-mal-100-Meter-Lagenstaffel. Im Jahr darauf bei den Olympischen Spielen in Rio de Janeiro trat Conger im Vorlauf der 4-mal-200-Meter-Freistilstaffel an. Clark Smith, Jack Conger, Gunnar Bentz und Ryan Lochte schwammen hinter den Briten die zweitschnellste Zeit. Im Endlauf waren Conor Dwyer, Townley Haas, Ryan Lochte und Michael Phelps sechs Sekunden schneller als die Vorlaufstaffel und siegten mit zweieinhalb Sekunden Vorsprung vor den Briten und den Japanern. Wie seit 1984 üblich, erhielten auch die nur im Vorlauf eingesetzten Schwimmer Medaillen.
2017 bei den Weltmeisterschaften in Budapest erreichte Conger das Finale über 200 Meter Schmetterling und belegte dann den fünften Platz. Die 4-mal-200-Meter-Freistilstaffel mit Conor Dwyer, Clark Smith, Jay Litherland und Zane Grothe schwamm die siebtbeste Vorlaufzeit. Im Finale waren Blake Pieroni, Townley Haas, Jack Conger und Zane Grothe über sechs Sekunden schneller als die Vorlaufstaffel und schlugen als Dritte hinter den Briten und den Russen an. Bei den Pan Pacific Swimming Championships 2018 in Tokio belegte Conger den achten Platz über 200 Meter Schmetterling und wurde über 100 Meter Schmetterling Zweiter hinter seinem Landsmann Caeleb Dressel. Bei den Kurzbahnweltmeisterschaften in Hangzhou belegte Conger zunächst den siebten Platz über 100 Meter Schmetterling. Die 4-mal-50-Meter Freistilstaffel mit Caeleb Dressel, Ryan Held, Jack Conger und Michael Chadwick siegte in 1:21,80 Minuten und stellte dabei einen neuen offiziellen Weltrekord auf. Allerdings war vor der offiziellen Einführung der Weltrekorde bereits eine französische Staffel schneller gewesen. Conger erhielt in Hangzhou zwei weiter Medaillen für Vorlaufeinsätze: Silber mit der 4-mal-50-Meter-Lagenstaffel und Gold mit der 4-mal-100-Meter-Lagenstaffel. Im Jahr darauf bei den Weltmeisterschaften in Gwangju schied Conger über 100 Meter Schmetterling im Halbfinale aus. Die 4-mal-200-Meter-Freistilstaffel mit Andrew Seliskar, Jack Conger, Jack Le Vant und Zach Apple erreichte das Finale mit der drittbesten Vorlaufzeit. Im Endlauf waren Andrew Seliskar, Blake Pieroni, Zach Apple und Townley Haas fast fünf Sekunden schneller als die Vorlaufstaffel und wurden Dritte hinter den Australiern und den Russen. In der 4-mal-100-Meter-Lagenstaffel qualifizierten sich Matt Grevers, Michael Andrew, Jack Conger und Zach Apple als zweitschnellste Staffel hinter den Russen für das Finale. Im Endlauf siegten die Briten vor Ryan Murphy, Andrew Wilson, Caeleb Dressel und Nathan Adrian, die Russen wurden Dritte.
Conger versuchte sich 2021 für die Olympiateilnahme in Tokio zu qualifizieren, schied aber auf beiden Schmetterlingsstrecken im Halbfinale aus.